# Aconitum superbum
Aconitum superbum là một loài thực vật có hoa trong họ Mao lương. Loài này được Fritsch mô tả khoa học đầu tiên năm 1895.